# Grdanovac
Grdanovac (szerbül: Грдановац), falu Bosznia-Hercegovinában, Bosanska krajina területén, Kostajnica községben, a Szerb Köztársaságban. 

## Fekvése
Bosznia-Hercegovina északnyugati részén, Banja Lukától légvonalban 72, közúton 104 km-re északnyugatra, községközpontjától 7 km-re délnyugatra, 150 – 300 méteres tengerszint feletti magasságban, az Una jobb partján fekszik. Grdanovac viszonylag kicsi település, de meglehetősen kompakt. A település iránya a két önkormányzati központot, Kostajnicát és Novi Gradot összekötő főút mentén húzódik. Magán Grdanovacban, az Una folyó mentén számos nyaraló található, amelyeket nyáron pihenésre és grillezésre használnak. Két fő településrésze Grdanovac és Smiljanići.

## Népessége
| Nemzetiségi csoport | Népesség 1991 | Népesség 2013 |
| ------------------- | ------------- | ------------- |
| Szerb               | 161           | 134           |
| Bosnyák             | 0             | 1             |
| Horvát              | 31            | 11            |
| Jugoszláv           | 8             | 0             |
| Egyéb               | 5             | 10            |
| Összesen            | 205           | 156           |

## Története
A régészeti leletek tanúsága szerint a település már az őskorban is lakott volt. Ennek bizonyítéka az itt található őskori tumulus.
A település 1878-ig tartozott az Oszmán Birodalomhoz, ekkor a berlini kongresszus határozata alapján az Osztrák-Magyar Monarchia része lett. A monarchia szétesésével 1918-ben előbb a Szerb-Horvát-Szlovén Királyság, majd 1929-től a Jugoszláv Királyság része. Jugoszlávia megszállása után a falu a Független Horvát Állam (NDH) része lett. 1945-től a település a szocialista Jugoszlávia része volt. A Bosznia-Hercegovinában zajló polgárháború idején a település a Boszniai Szerb Köztársaság része volt. A daytoni békeszerződést követő területfelosztásnál a település, Kostajnica község részeként a Szerb Köztársaság területéhez került.

## Gazdaság
Az Una folyó mentén egy szűk területen kukorica- és helyenként búzatáblák váltakoznak, míg valamivel magasabb terepen kertek és néha kisebb gyümölcsösök is találhatók.

## Kultúra
A Grdanovac településen egy felújított kultúrház is található, amelyet sajnos ma már nem használnak erre a célra. A közösségi központokat főként választási gyűlésekre használják, de különféle találkozók megtartására is szolgálnak a falu polgárai számára.

## Nevezetességei
- Gradina – őskori tumulus. Földből, kőből és kavicsból épült. Szélessége 20 méter, magassága 8 méter.[5]

## Fordítás
- Ez a szócikk részben vagy egészben  a(z)   Грдановац című szerb Wikipédia-szócikk ezen változatának fordításán alapul.  Az eredeti cikk szerkesztőit annak laptörténete sorolja fel. Ez a jelzés csupán a megfogalmazás eredetét és a szerzői jogokat jelzi, nem szolgál a cikkben szereplő információk forrásmegjelöléseként.